# Еса-Пекка Салонен
Еса-Пекка Салонен (фін. Esa-Pekka Salonen; нар. 30 червня 1958, Гельсінкі) — фінський композитор і диригент.

## Біографія
Вивчав композицію в Академії Сібеліуса в Гельсінкі у Раутаваари. Разом з Кайя Сааріаго і Маґнусом Ліндбергом створив в 1977 році групу фін. Korvat auki («Відкривши вуха»), в 1983 році заснував камерний оркестр «Avanti!».
Як диригент дебютував у 1979 році з Симфонічним оркестром фінського радіо. У 1984-1995 — керівник симфонічного оркестру Шведського радіо, в 1992-2009 роках — музичний керівник симфонічного оркестру Лос-Анджелеса. У 1985 диригував світовою прем'єрою Третьої симфонії В. Лютославського (премія «Грамофон»). З 2004 року — один з семи постійних керівників Паризької Національної опери (разом з Валерієм Гергієвим, Кентом Нагано, Крістофом фон Донаньї та іншими). У 2006 році диригував тут світовою прем'єрою опери Сааріаго «Адріана Матер». З 2008 року очолює також лондонський оркестр «Філармонія».
Еса-Пекка Салонен зарекомендував себе активним пропагандистом новітньої музики. В його репертуарі — сучасні твори від «Трістана та Ізольди» Вагнера до «Мотоциклетного концерту» Яна Сандстрема. На 2010 рік була анонсована прем'єра незакінченої опери Дмитра Шостаковича «оранг».
У 1993 році став першим і єдиним диригентом, удостоєним в Італії Премії Академії Кіджі. У 2006 році визнаний в США музикантом року.
Серед записів — твори Олів'є Мессіана, Ігоря Стравінського.

## Твори
- «…auf den ersten Blick und ohne zu wissen…», концерт для саксофону з оркестром за романом Кафки «Процес» (1980—1981)
- Floof, для сопрано і ансамблю, на тексти С. Лема (1982, ред. 1989, премія ЮНЕСКО, 1992)
- Лос-анджелеські варіації для оркестру (1996, на замовлення Лос-Анджелеського філармонічного оркестру)
- П'ять картин на вірші Сапфо, для сопрано і ансамблю (1999)
- Dichotomie, для фортепіано (2000)
- Mania, для віолончелі з оркестром або ансамблем (2000)
- Foreign Bodies, для оркестру (2001)
- Insomnia, для оркестру (2002)
- Wing On Wing, для двох сопрано, магнітофону і оркестру (2004)
- Концерт для фортепіано з оркестром (2007)